# 野上町 (名古屋市)
野上町（のがみちょう）は、愛知県名古屋市中村区の地名。丁目の設定はない。住居表示未実施。

## 地理
名古屋市中村区南端部に位置する。東は野田町、南は中川区に接する。

### 河川
- 庄内用水[7]

## 歴史

### 地名の由来
当地が野田町の北部にあたることから、「上野田」と通称されていたことによる。

### 沿革
- 1981年（昭和56年）9月6日 - 中村区岩塚町字銭亀の一部により、同区野上町として成立[1]。
- 1984年（昭和59年）11月3日 - 中村区岩塚町字銭亀および野田町字油田・字上西菰・字経田・字西竪出の各一部を編入する[1]。

## 世帯数と人口
2019年（平成31年）2月1日現在の世帯数と人口は以下の通りである。
| 町丁   | 世帯数  | 人口  |
| ------ | ------- | ----- |
| 野上町 | 129世帯 | 267人 |

### 人口の変遷
国勢調査による人口の推移
| 1980年（昭和55年） | 136人 | [ 9 ]  |  |
| 1985年（昭和60年） | 166人 | [ 9 ]  |  |
| 1990年（平成2年）  | 195人 | [ 10 ] |  |
| 1995年（平成7年）  | 208人 | [ 11 ] |  |
| 2000年（平成12年） | 207人 | [ 12 ] |  |
| 2005年（平成17年） | 238人 | [ 13 ] |  |
| 2010年（平成22年） | 264人 | [ 14 ] |  |
| 2015年（平成27年） | 277人 | [ 15 ] |  |

## 学区
市立小・中学校に通う場合、学校等は以下の通りとなる。また、公立高等学校に通う場合の学区は以下の通りとなる。
| 番・番地等 | 小学校               | 中学校               | 高等学校 |
| ---------- | -------------------- | -------------------- | -------- |
| 全域       | 名古屋市立八社小学校 | 名古屋市立御田中学校 | 尾張学区 |

## その他

### 日本郵便
- 郵便番号 : 453-0859[4]（集配局：中村郵便局[18]）。